# Puchar Świata w narciarstwie alpejskim kobiet 2024/2025
Puchar Świata w narciarstwie alpejskim kobiet 2024/2025 to 59. edycja tej imprezy. Cykl rozpoczął się tradycyjnie w austriackim Sölden, 26 października 2024 roku, zaś zakończył zawodami w amerykańskim Sun Valley, 27 marca 2025 roku.
Najważniejszą imprezą sezonu były zaplanowane w dniach 4–16 lutego 2025 r. Mistrzostwa Świata w Narciarstwie Alpejskim 2025 w Saalbach-Hinterglemm.
Obrończynią Pucharu Świata z poprzedniego sezonu była Lara Gut-Behrami ze Szwajcarii. Tym razem najlepsza okazała się Włoszka Federica Brignone.

## Podium zawodów

### Indywidualnie
| Lp.                                                                              | Data                                                                             | Miejscowość                                                                      | Trasa                                                                            | Konkurencja                                                                      | 1. miejsce        | 2. miejsce                        | 3. miejsce              |
| -------------------------------------------------------------------------------- | -------------------------------------------------------------------------------- | -------------------------------------------------------------------------------- | -------------------------------------------------------------------------------- | -------------------------------------------------------------------------------- | ----------------- | --------------------------------- | ----------------------- |
| 1.                                                                               | 26 października 2024                                                             | Sölden                                                                           | Rettenbach                                                                       | gigant                                                                           | Federica Brignone | Alice Robinson                    | Julia Scheib            |
| 2.                                                                               | 16 listopada 2024                                                                | Levi                                                                             | Levi Black                                                                       | slalom                                                                           | Mikaela Shiffrin  | Katharina Liensberger             | Lena Dürr               |
| 3.                                                                               | 23 listopada 2024                                                                | Gurgl                                                                            | Kirchenkar                                                                       | slalom                                                                           | Mikaela Shiffrin  | Lara Colturi                      | Camille Rast            |
| 4.                                                                               | 30 listopada 2024                                                                | Killington                                                                       | Superstar                                                                        | gigant                                                                           | Sara Hector       | Zrinka Ljutić                     | Camille Rast            |
| 5.                                                                               | 1 grudnia 2024                                                                   | Killington                                                                       | Superstar                                                                        | slalom                                                                           | Camille Rast      | Wendy Holdener Anna Swenn-Larsson |                         |
|                                                                                  | 7 grudnia 2024                                                                   | Mont-Tremblant                                                                   |                                                                                  | gigant                                                                           | Odwołano          | Odwołano                          | Odwołano                |
|                                                                                  | 8 grudnia 2024                                                                   | Mont-Tremblant                                                                   |                                                                                  | gigant                                                                           | Odwołano          | Odwołano                          | Odwołano                |
| 6.                                                                               | 14 grudnia 2024                                                                  | Beaver Creek                                                                     | Birds of Prey                                                                    | zjazd                                                                            | Cornelia Hütter   | Sofia Goggia                      | Lara Gut-Behrami        |
| 7.                                                                               | 15 grudnia 2024                                                                  | Beaver Creek                                                                     | Birds of Prey                                                                    | supergigant                                                                      | Sofia Goggia      | Lara Gut-Behrami                  | Ariane Rädler           |
| 8.                                                                               | 21 grudnia 2024                                                                  | Sankt Moritz                                                                     | Corviglia                                                                        | supergigant                                                                      | Cornelia Hütter   | Lara Gut-Behrami                  | Sofia Goggia            |
|                                                                                  | 22 grudnia 2024                                                                  | Sankt Moritz                                                                     |                                                                                  | supergigant                                                                      | Odwołano          | Odwołano                          | Odwołano                |
| 9.                                                                               | 28 grudnia 2024                                                                  | Semmering                                                                        | Panorama                                                                         | gigant                                                                           | Federica Brignone | Sara Hector                       | Alice Robinson          |
| 10.                                                                              | 29 grudnia 2024                                                                  | Semmering                                                                        | Panorama                                                                         | slalom                                                                           | Zrinka Ljutić     | Lena Dürr                         | Katharina Liensberger   |
| 11.                                                                              | 4 stycznia 2025                                                                  | Kranjska Gora                                                                    | Podkoren 3                                                                       | gigant                                                                           | Sara Hector       | Lara Colturi                      | Alice Robinson          |
| 12.                                                                              | 5 stycznia 2025                                                                  | Kranjska Gora                                                                    | Podkoren 3                                                                       | slalom                                                                           | Zrinka Ljutić     | Wendy Holdener                    | Anna Swenn-Larsson      |
| 13.                                                                              | 11 stycznia 2025                                                                 | Altenmarkt-Zauchensee                                                            | Karl Schranz                                                                     | zjazd                                                                            | Federica Brignone | Malorie Blanc                     | Ester Ledecká           |
| 14.                                                                              | 12 stycznia 2025                                                                 | Altenmarkt-Zauchensee                                                            | Karl Schranz                                                                     | supergigant                                                                      | Lauren Macuga     | Stephanie Venier                  | Federica Brignone       |
| 15.                                                                              | 14 stycznia 2025                                                                 | Flachau                                                                          | Griessenkar                                                                      | slalom                                                                           | Camille Rast      | Wendy Holdener                    | Sara Hector             |
| 16.                                                                              | 18 stycznia 2025                                                                 | Cortina d’Ampezzo                                                                | Olympia delle Tofane                                                             | zjazd                                                                            | Sofia Goggia      | Kajsa Vickhoff Lie                | Federica Brignone       |
| 17.                                                                              | 19 stycznia 2025                                                                 | Cortina d’Ampezzo                                                                | Olympia delle Tofane                                                             | supergigant                                                                      | Federica Brignone | Lara Gut-Behrami                  | Corinne Suter           |
| 18.                                                                              | 21 stycznia 2025                                                                 | Kronplatz                                                                        | Erta                                                                             | gigant                                                                           | Alice Robinson    | Lara Gut-Behrami                  | Paula Moltzan           |
| 19.                                                                              | 25 stycznia 2025                                                                 | Garmisch-Partenkirchen                                                           | Kandahar                                                                         | zjazd                                                                            | Federica Brignone | Sofia Goggia                      | Corinne Suter           |
| 20.                                                                              | 26 stycznia 2025                                                                 | Garmisch-Partenkirchen                                                           | Kandahar                                                                         | supergigant                                                                      | Lara Gut-Behrami  | Kajsa Vickhoff Lie                | Federica Brignone       |
| 21.                                                                              | 30 stycznia 2025                                                                 | Courchevel                                                                       | Stade Émile-Allais                                                               | slalom                                                                           | Zrinka Ljutić     | Sara Hector                       | Lena Dürr               |
| 48. Mistrzostwa Świata 2025 – Saalbach-Hinterglemm                               |                                                                                  |                                                                                  |                                                                                  |                                                                                  |                   |                                   |                         |
| 22.                                                                              | 21 lutego 2025                                                                   | Sestriere                                                                        | Giovanni A. Agnelli                                                              | gigant                                                                           | Federica Brignone | Alice Robinson                    | Thea Louise Stjernesund |
| 23.                                                                              | 22 lutego 2025                                                                   | Sestriere                                                                        | Giovanni A. Agnelli                                                              | gigant                                                                           | Federica Brignone | Lara Gut-Behrami                  | Alice Robinson          |
| 24.                                                                              | 23 lutego 2025                                                                   | Sestriere                                                                        | Giovanni A. Agnelli                                                              | slalom                                                                           | Mikaela Shiffrin  | Zrinka Ljutić                     | Paula Moltzan           |
| 25.                                                                              | 28 lutego 2025                                                                   | Kvitfjell                                                                        | Kvitfjell-Olympiabakken                                                          | zjazd                                                                            | Cornelia Hütter   | Emma Aicher                       | Breezy Johnson          |
| 26.                                                                              | 1 marca 2025                                                                     | Kvitfjell                                                                        | Kvitfjell-Olympiabakken                                                          | zjazd                                                                            | Emma Aicher       | Lauren Macuga                     | Cornelia Hütter         |
| 27.                                                                              | 2 marca 2025                                                                     | Kvitfjell                                                                        | Kvitfjell-Olympiabakken                                                          | supergigant                                                                      | Federica Brignone | Lara Gut-Behrami                  | Sofia Goggia            |
| 28.                                                                              | 8 marca 2024                                                                     | Åre                                                                              | Störtloppsbacken                                                                 | gigant                                                                           | Federica Brignone | Alice Robinson                    | Lara Colturi            |
| 29.                                                                              | 9 marca 2024                                                                     | Åre                                                                              | Störtloppsbacken                                                                 | slalom                                                                           | Katharina Truppe  | Katharina Liensberger             | Mikaela Shiffrin        |
| 30.                                                                              | 13 marca 2025                                                                    | La Thuile                                                                        | 3 Franco Berthod                                                                 | supergigant                                                                      | Emma Aicher       | Sofia Goggia                      | Federica Brignone       |
| 31.                                                                              | 14 marca 2025                                                                    | La Thuile                                                                        | 3 Franco Berthod                                                                 | supergigant                                                                      | Federica Brignone | Sofia Goggia                      | Romane Miradoli         |
|                                                                                  | 22 marca 2025                                                                    | Sun Valley                                                                       |                                                                                  | zjazd                                                                            | Odwołano          | Odwołano                          | Odwołano                |
| 32.                                                                              | 23 marca 2025                                                                    | Sun Valley                                                                       | Challenger SG                                                                    | supergigant                                                                      | Lara Gut-Behrami  | Lindsey Vonn                      | Federica Brignone       |
| 33.                                                                              | 25 marca 2025                                                                    | Sun Valley                                                                       | Greyhawk/Hemingway                                                               | gigant                                                                           | Lara Gut-Behrami  | Federica Brignone                 | Sara Hector             |
| 34.                                                                              | 27 marca 2025                                                                    | Sun Valley                                                                       | Greyhawk/Hemingway                                                               | slalom                                                                           | Mikaela Shiffrin  | Lena Dürr                         | Andreja Slokar          |
| Puchar Świata w narciarstwie alpejskim kobiet 2024/2025 – klasyfikacja generalna | Puchar Świata w narciarstwie alpejskim kobiet 2024/2025 – klasyfikacja generalna | Puchar Świata w narciarstwie alpejskim kobiet 2024/2025 – klasyfikacja generalna | Puchar Świata w narciarstwie alpejskim kobiet 2024/2025 – klasyfikacja generalna | Puchar Świata w narciarstwie alpejskim kobiet 2024/2025 – klasyfikacja generalna | Federica Brignone | Lara Gut-Behrami                  | Sofia Goggia            |

## Klasyfikacje
| Lp. | Zawodniczka       | Punkty |
| --- | ----------------- | ------ |
| 1.  | Federica Brignone | 1594   |
| 2.  | Lara Gut-Behrami  | 1272   |
| 3.  | Sofia Goggia      | 931    |
| 4.  | Zrinka Ljutić     | 816    |
| 5.  | Sara Hector       | 752    |
| 6.  | Camille Rast      | 736    |
| 7.  | Alice Robinson    | 700    |
| 8.  | Lara Colturi      | 655    |
| 9.  | Cornelia Hütter   | 619    |
| 10. | Wendy Holdener    | 612    |

| Lp. | Zawodniczka       | Punkty |
| --- | ----------------- | ------ |
| 1.  | Federica Brignone | 384    |
| 2.  | Cornelia Hütter   | 368    |
| 3.  | Sofia Goggia      | 350    |
| 4.  | Lauren Macuga     | 230    |
| 5.  | Lara Gut-Behrami  | 229    |
| 6.  | Laura Pirovano    | 209    |
| 7.  | Breezy Johnson    | 189    |
| 8.  | Ester Ledecká     | 183    |
| 9.  | Emma Aicher       | 180    |
| 10. | Corinne Suter     | 178    |

| Lp. | Zawodniczka        | Punkty |
| --- | ------------------ | ------ |
| 1.  | Lara Gut-Behrami   | 665    |
| 2.  | Federica Brignone  | 630    |
| 3.  | Sofia Goggia       | 466    |
| 4.  | Kajsa Vickhoff Lie | 317    |
| 5.  | Elena Curtoni      | 284    |
| 6.  | Lauren Macuga      | 279    |
| 7.  | Cornelia Hütter    | 251    |
| 8.  | Corinne Suter      | 248    |
| 9.  | Romane Miradoli    | 241    |
| 10. | Ariane Rädler      | 233    |

| Lp. | Zawodniczka             | Punkty |
| --- | ----------------------- | ------ |
| 1.  | Federica Brignone       | 580    |
| 2.  | Alice Robinson          | 520    |
| 3.  | Sara Hector             | 447    |
| 4.  | Thea Louise Stjernesund | 381    |
| 5.  | Lara Colturi            | 379    |
| 6.  | Lara Gut-Behrami        | 378    |
| 7.  | Paula Moltzan           | 286    |
| 8.  | Zrinka Ljutić           | 275    |
| 9.  | Julia Scheib            | 260    |
| 10. | Camille Rast            | 244    |

| Lp. | Zawodniczka           | Punkty |
| --- | --------------------- | ------ |
| 1.  | Zrinka Ljutić         | 541    |
| 2.  | Katharina Liensberger | 509    |
| 3.  | Camille Rast          | 492    |
| 4.  | Mikaela Shiffrin      | 486    |
| 5.  | Lena Dürr             | 473    |
| 6.  | Wendy Holdener        | 469    |
| 7.  | Anna Swenn-Larsson    | 347    |
| 8.  | Mélanie Meillard      | 310    |
| 9.  | Sara Hector           | 305    |
| 10. | Lara Colturi          | 276    |

| Lp. | Państwo           | Punkty |
| --- | ----------------- | ------ |
| 1.  | Włochy            | 4256   |
| 2.  | Szwajcaria        | 4128   |
| 3.  | Austria           | 3492   |
| 4.  | Stany Zjednoczone | 2904   |
| 5.  | Szwecja           | 1554   |
| 6.  | Norwegia          | 1363   |
| 7.  | Niemcy            | 1346   |
| 8.  | Słowenia          | 854    |
| 9.  | Chorwacja         | 842    |
| 10. | Francja           | 772    |